# Коренев, Алексей Александрович
Алексе́й Алекса́ндрович Ко́ренев (2 мая 1927, Москва — 26 февраля 1995, Москва) — советский режиссёр-комедиограф, сценарист. Заслуженный деятель искусств Дагестанской АССР (1971). Член КПСС с 1958 года. Отец актрисы Елены Кореневой.

## Биография
Родился в Москве в благополучной по тем временам семье Александра Алексеевича и Марии Алексеевны Кореневых. Отец служил начальником финансового отдела Мосгорсовнархоза, сам происходил из семьи чиновника городской управы; среди его предков также были известные ярославские купцы 1-й гильдии Соболевы, что приходилось скрывать после революции. Мария Коренева (в девичестве Ремина) была служащей, также работала в финансовой сфере, выросла в состоятельной, но позднее разорившейся московской семье — её отец, владелец нескольких магазинов, спился и промотал всё состояние после внезапной смерти жены.
Коренев учился в одной школе с Олегом Ефремовым, вместе они занимались в драмкружке. В 1951 году Коренев окончил режиссёрский факультет ВГИКа. Занимался в мастерской Игоря Савченко, на одном курсе с такими известными в будущем кинематографистами, как Александр Алов, Владимир Наумов, Сергей Параджанов, Генрих Габай, Феликс Миронер, Юрий Озеров, Марлен Хуциев. Родители хотели, чтобы Алексей стал военно-морским инженером, и выбор профессии режиссёра не одобрили.
Работал вторым режиссёром на картинах Эльдара Рязанова «Карнавальная ночь» (1956), «Дайте жалобную книгу» (1964) и «Берегись автомобиля» (1966). В «Берегись автомобиля» Коренев также исполнил эпизодическую роль «любопытного» покупателя в комиссионке у Димы Семицветова.
Как режиссёр-постановщик дебютировал в 1959 году с лирической комедией «Черноморочка», которую советская пресса подвергла жёсткой критике «за буржуазную легкомысленность». Свою следующую картину «Урок литературы» по мотивам рассказа Виктории Токаревой «День без вранья» Коренев снял лишь спустя 10 лет, однако её сразу положили «на полку» как идеологически вредную.
Телевизионный фильм «Вас вызывает Таймыр» (1970) по мотивам одноимённой пьесы Константина Исаева и Александра Галича получил хорошие отзывы, но уже через несколько лет его убрали из эфира из-за эмиграции Галича. В фильме в одной из главных ролей также дебютировала дочь режиссёра Елена Коренева.
Широкую известность Коренев получил после выхода многосерийного телефильма «Большая перемена» (1972—1973), снятого по мотивам повести Георгия Садовникова «Иду к людям». Зрительское признание имела лирическая комедия «По семейным обстоятельствам», снятая в 1977 году по мотивам пьесы Валентина Азерникова «Возможны варианты, или По семейным обстоятельствам». Иронический детектив «Ловушка для одинокого мужчины» (1990) по одноимённой пьесе Робера Тома также пользовался успехом.
С развалом советской киноиндустрии режиссёр остался без работы. Чтобы прокормить семью, он писал статьи в «ТВ ПАРК», занимался продажей газет и журналов в переходах. Тогда же начал злоупотреблять алкоголем. Вскоре он простудился и заболел двусторонним воспалением лёгких.
Скончался в 1995 году от инфаркта, когда проходил лечение в больнице. Похоронен в семейно-родовом захоронении на Ваганьковском кладбище.

### Семья
Первая супруга — Коренева (Константинова) Наталья Андреевна, много лет проработала ассистентом режиссёра по актёрам на киностудии «Мосфильм»; в молодости снялась в эпизодической роли Тони Иванихиной в первой версии фильма «Молодая гвардия» Сергея Герасимова (нет в титрах), а также в дебютной картине мужа — «Черноморочка» (1959).
Мария Коренева (р. 20 мая 1950) — старшая дочь, художник-график, живёт в США; снялась в небольших ролях в фильмах «Большая перемена» и «Три дня в Москве». Внук — Кирилл Павлович Грушко (р. 23 августа 1977).
Елена Коренева — средняя дочь, актриса, литератор, сценарист, режиссёр.
Вторая супруга — Светлана Коренева.
Александра Коренева — младшая дочь (родилась в 1983 году), пианистка, клавесинистка, преподаватель МГК имени П. И. Чайковского, создатель блога о барочной музыке Baroque4you; снялась в короткометражном фильме Елены Кореневой «Ноктюрн Шопена» (1998).

### Память
30 апреля 2012 года на телеканале «Культура» в цикле «Острова» состоялась премьера документального фильма «Незнакомый режиссёр знакомых фильмов», приуроченная к 85-летию со дня рождения Алексея Коренева (режиссёр — Денис Чуваев).

## Фильмография

### Режиссёрские работы
- 1959 — Черноморочка
- 1968 — Урок литературы
- 1969 — Адам и Хева
- 1970 — Вас вызывает Таймыр
- 1972 — Большая перемена
- 1974 — Три дня в Москве
- 1977 — По семейным обстоятельствам
- 1980 — Ключ
- 1981 — Честный, умный, неженатый…
- 1985 — Мой избранник
- 1987 — Акселератка
- 1990 — Ловушка для одинокого мужчины
- 1991 — Дура

### Сценарные работы
- 1972 — Большая перемена
- 1990 — Ловушка для одинокого мужчины
- 1991 — Дура

### Актёрские работы
- 1966 — Берегись автомобиля — покупатель в комиссионке у Димы Семицветова (в титрах не указан)
- 1969 — Варвара-краса, длинная коса — эпизод  (в титрах не указан)